# Карл Фабиунке
Карл Фабиунке (на немски: Karl Fabiunke) е немски офицер, служил по време на Първата и Втората световна война.

## Биография

#### Ранен живот и Първа световна война (1914 – 1918)
Карл Фабиунке е роден 18 август 1893 г. в Гьорхен, Германска империя. През 1911 г. се присъединява към армията като офицерски кадет от пехотата. Участва в Първата световна война и служи с ранг сержант във взвод.

##### Междувоенен период
През 1922 г. е произведен в офицер от 3-ти артилерийски полк. Между 1936 и 1939 г. командва батальон от челни наблюдатели.

#### Втора световна война (1939 – 1945)
След това поема командването на 74-ти танково-артилерийски полк. Между 20 август и 5 септември 1942 г. поема командването 2-ра танкова дивизия. В края на 1943 г. е издигнат в чин генерал-майор, след което поема командването на 129-а пехотна дивизия до началото на 1944 г. Следващото му назначение е да ръководи 144-то артилерийско командване. Ранен е 28 август 1944 г. и не се връща на военна служба до края на войната. Умира на 30 декември 1980 година във Вохолтоф, Херцогство Лауренбург, Германия.

## Военна декорация
- Германски орден „Железен кръст“ (1914) – II (?) и I степен (?)
- Германски орден „Кръст на честта“ (?)
- Сребърни пластинки към ордена Железен кръст (?) – II (?) и I степен (?)
- Германски медал „За зимна кампания на изтока 1941/42 г.“ (?)
- Орден „Германски кръст“ (1942) – златен (14 февруари 1942)